# Opération Dunhill
Durant la Seconde Guerre mondiale, l'opération Dunhill fut menée par le Special Air Service à partir du 3 août 1944 dans le cadre de l'opération Cobra sur le front de Normandie. Les cinq équipes impliquées, totalisant 59 commandos britanniques, devaient perturber l'activité des Allemands pendant la percée des troupes américaines près d'Avranches. 
Quatre des équipes furent relevées dans les 24 heures par la rapide avancée des troupes américaines. La cinquième équipe fournit des renseignements sur les mouvements allemands et mit en sécurité environ 200 aviateurs alliés avant de faire jonction avec l'infanterie alliée le 24 août 1944.  